# Gokuleswor (Darchula)
Pour les articles homonymes, voir Gokuleswor.
Gokuleswar (en népalais : गोकुलेश्वर) est un comité de développement villageois du Népal situé dans le district de Darchula. Au recensement de 2011, il comptait 3 667 habitants.